# Die niederländischen Sprichwörter
Die niederländischen Sprichwörter oder Die flämischen Sprichwörter ist ein Ölgemälde Pieter Bruegels des Älteren. Das 1559 entstandene Werk enthält über 100 niederländische Sinnsprüche und Redewendungen. Es befindet sich seit 1914 in der Sammlung der Gemäldegalerie der staatlichen Museen zu Berlin (Stiftung Preußischer Kulturbesitz).

## Das Gemälde

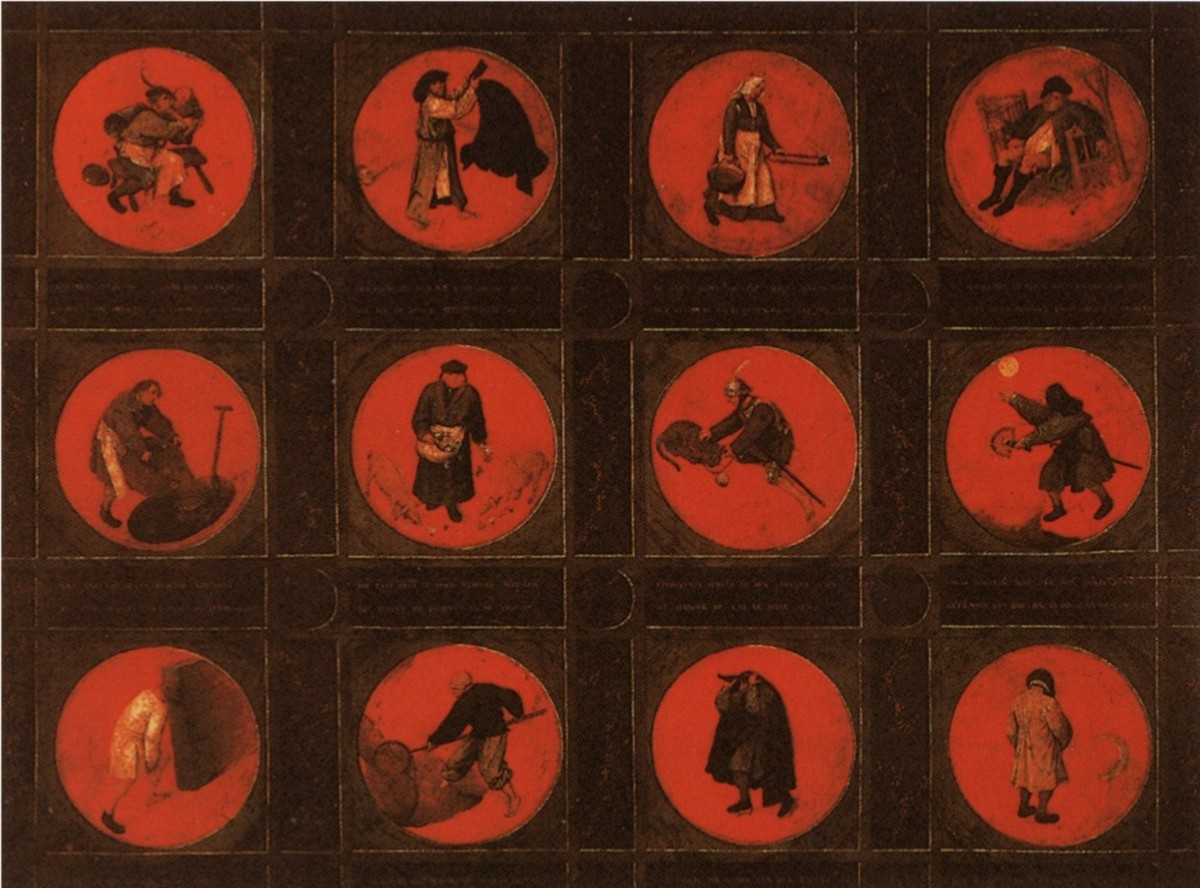
Zwölf Sprichwörter (Die meisten finden sich auch im großen Bild)

### Aufbau
Der Standpunkt des Betrachters befindet sich in mittlerer Höhe, so bleibt die Übersicht gewahrt und Einzelheiten sind gut zu erkennen. Das Höhenniveau steigt nach hinten an (Galgen und Segelboot sind frontal gemalt). Durch diese Winkelverschiebung entsteht ein Eindruck zusätzlicher räumlicher Tiefe. Die Hauptachse verläuft, wie oft bei Bruegel, quer durchs Bild von der linken unteren bis zur rechten oberen Ecke. Die „fälschlich“ frontal gemalten Pfannkuchen (oben links) sind wohl eine bewusste perspektivische Abweichung.

### Inhalt und Deutung
Geschildert wird vordergründig das alltägliche Leben und Treiben in einem Dorf am Fluss nahe der Meeresküste. Die auf den Kopf gestellte Weltkugel steht für die erste Gruppe von Sprichwörtern der verkehrten, gottlosen Welt, in der die Menschen wie Narren ihrem weltlichen Treiben nachgehen. Unterhalb des Bildzentrums erkennt man farblich herausgehoben eine Frau in rotem Kleid, die ihrem Mann einen blauen Mantel umhängt; sie symbolisiert damit, dass sie ihn betrügt. Im Bildmittelpunkt sitzt der Teufel unter einem blauen Baldachin, und es kann kaum ein Zweifel darüber bestehen, dass er der Regent der Bilderwelt ist.
Bruegels Gemälde knüpft in seiner Weltbetrachtung an die Vorstellung seiner Zeit an, die Welt als sündhaft, böse und närrisch zu begreifen. Betrug und Selbstbetrug, Bosheit und Schwäche gehen Hand in Hand. Literarisch wird das Thema auch in Sebastian Brants „Narrenschiff“ und in Erasmus von Rotterdams „Lob der Torheit“ gleichermaßen eindringlich geschildert.
Im 17. Jahrhundert wurde das Bild historischen Quellen zufolge auch mit „Der blaue Mantel“ und „Verkehrte Welt“ betitelt.

### Hintergrund

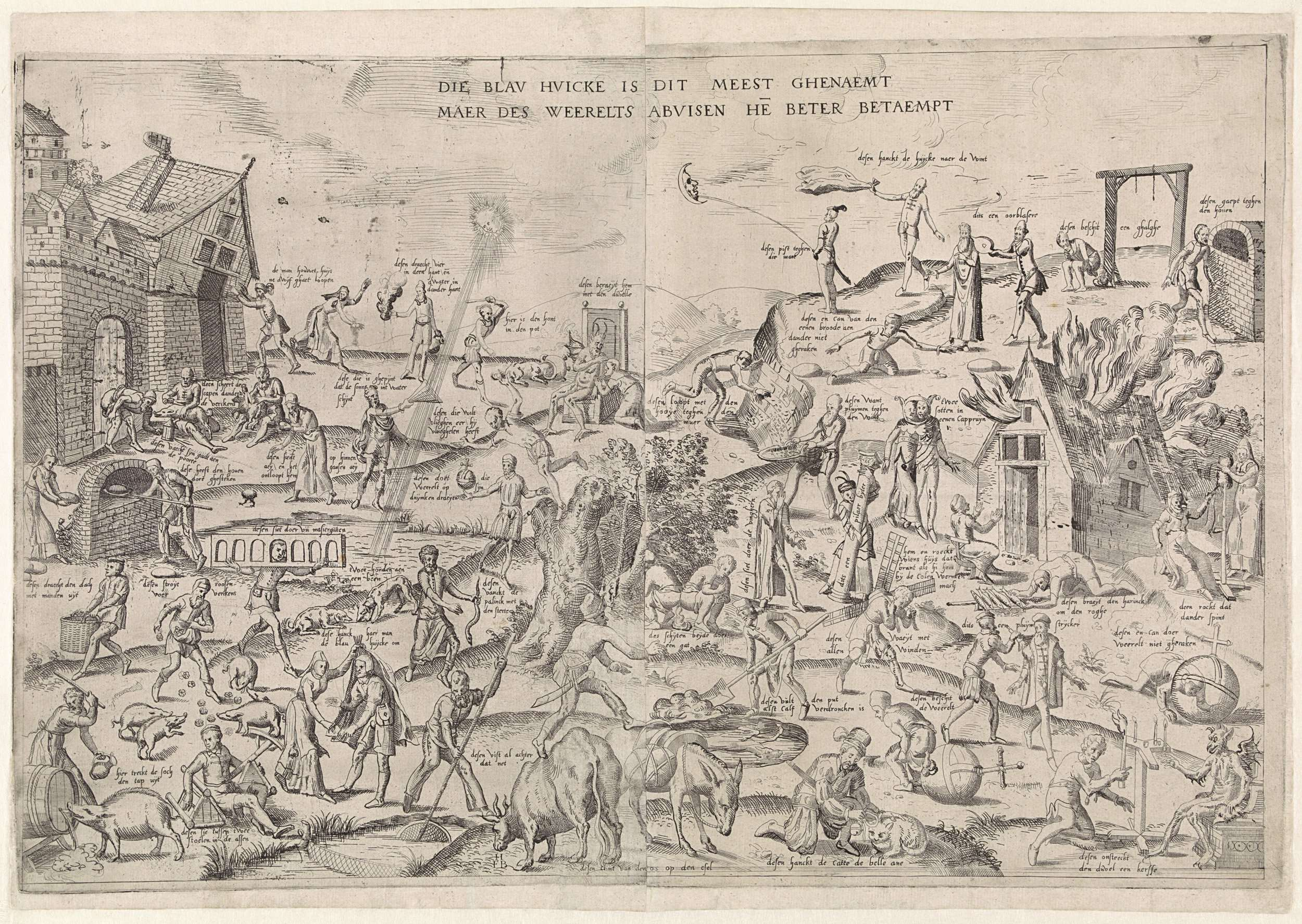
Blauwe Huick von Frans Hogenberg (1558)

Sammlungen von Sprichwörtern waren zu Bruegels Zeit allgemein üblich. Erasmus von Rotterdam veröffentlichte bereits im Jahr 1500 Sprüche und Wendungen lateinischer Autoren, und Rabelais beschreibt in seinem 1564 erschienenen Roman Pantagruel unter anderem eine Sprichwörterinsel. Auch Bruegel hatte 1558 eine Serie von Tafelbildern angefertigt (Zwölf Sprichwörter, heute im Museum Mayer van den Bergh in Antwerpen). Im selben Jahr erschien bei Hieronymus Cock Frans Hogenbergs Sprichwörter-Kupferstich Blauwe Huick (Blauer Mantel), aus dem Bruegel vieles übernommen hat. Die etwa vierzig Sprichwörter sind mit Beischriften versehen. Aus Gründen der Übersichtlichkeit erscheinen die Figuren und Gegenstände im Hintergrund größer als es die Perspektive erwarten ließe.

### Die dargestellten Sprichwörter

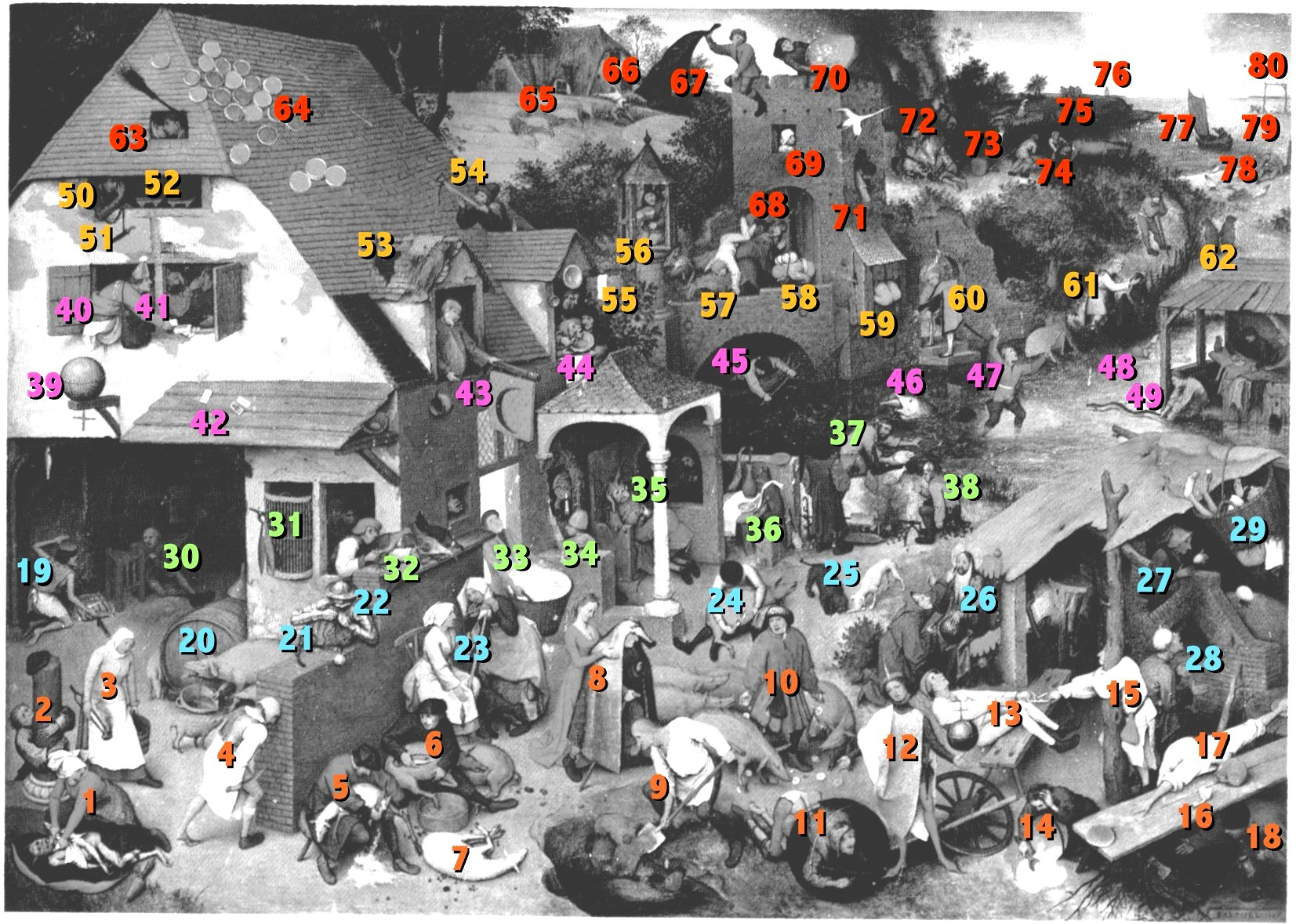
Zur Bildvergrößerung ins Bild klicken

Die nachfolgend genannten Sprichwörter bilden einen Teil der über 100 dargestellten Sinnsprüche des Gemäldes. Die figurativ ins Bild gesetzten Sprüche sind auf dem Schwarzweiß-Bild durchnummeriert worden.
| Nummer | Sprichwort (Niederländisch)                                                         | Bedeutung | Bildausschnitt |  |
| ------ | ----------------------------------------------------------------------------------- | --- | -------------- |  |
| 1      | Den Teufel aufs Kissen binden.(nl)                                                  | Durch Starrköpfigkeit selbst den Teufel überwinden.                                                              |                |  |
| 2      | Ein Pfeilerbeißer.(nl)                                                              | Jemand ist ein scheinheiliger Heuchler.                                                                          |                |  |
| 3      | Sie trägt Feuer in der einen, Wasser in der anderen Hand.(nl)                       | Jemand ist eine doppelzüngige Person.                                                                            |                |  |
| 4      | Jemand will mit dem Kopf durch die Wand.(nl)                                        | Stur und unbedacht etwas Unmögliches versuchen.                                                                  |                |  |
| 4      | An einem Fuß einen Schuh, der andere barfuß.(nl)                                    | Gleichgewicht ist entscheidend.                                                                                  |                |  |
| 5      | Scher sie ab, doch schinde sie nicht.(nl)                                           | Opfere nicht für einen kurzfristigen Vorteil die Erträge der Zukunft; suche nicht um jeden Preis deinen Vorteil. |                |  |
| 5      | Man muss das Schaf scheren, um seine Wolle zu haben.(nl)                            | Man muss eine Arbeit tun, um den Lohn zu erhalten.                                                               |                |  |
| 6      | Der eine schert Schafe, der andere Ferkel.(nl)                                      | Der eine lebt im Überfluss, der andere in Not.                                                                   |                |  |
| 7      | Geduldig wie ein Lamm sein.(nl)                                                     | Sehr geduldig sein.                                                                                              |                |  |
| 8      | Dem Mann einen blauen Mantel umhängen.(nl)                                          | Jemanden betrügen.                                                                                               |                |  |
| 9      | Er schüttet den Brunnen zu, nachdem das Kalb ertrunken ist.(nl)                     | Es wird erst etwas unternommen, wenn es zu spät ist.                                                             |                |  |
| 10     | Rosen (Perlen) vor die Säue werfen.(nl)                                             | Verschwendung an Unwürdige.                                                                                      |                |  |
| 11     | Wer durch die Welt will, muss sich krümmen.(nl)                                     | Wer etwas werden will, muss sich anpassen oder anstrengen.                                                       |                |  |
| 12     | Er lässt die Welt am Daumen tanzen.(nl)                                             | Andere nach seiner Pfeife tanzen lassen.                                                                         |                |  |
| 13     | Jeder reißt sich um seinen Vorteil.(nl)                                             | Jeder will gewinnen.                                                                                             |                |  |
| 14     | Wer seinen Brei verschüttet hat, kann nicht wieder alles einsammeln.(nl)            | Ein Schaden ist nicht wieder gutzumachen.                                                                        |                |  |
| 14     | Einen Stock ins Rad halten. (nl)                                                    | Jemanden sabotieren.                                                                                             |                |  |
| 15     | Sich an der Seite des Geldbeutels festhalten.(nl)                                   | Die Liebe hängt auf der Seite des Geldbeutels; sich an finanziellen Vorteilen orientieren.                       |                |  |
| 16     | Eine Harke ohne Stiel.(nl)                                                          | Etwas ist unbrauchbar.                                                                                           |                |  |
| 17     | Er geht von einem Brot zum anderen.(nl)                                             | Mit seinem Geld nicht auskommen.                                                                                 |                |  |
| 18     | Das Beilchen suchen.(nl)                                                            | Einen Ausweg oder eine Ausrede suchen.                                                                           |                |  |
| 18     | Er kann sein Licht leuchten lassen.(nl)                                             | Jemand kann gut zeigen, was er kann.                                                                             |                |  |
| 18     | Eine große Laterne mit einem kleinen Licht. (nl)                                    | Viel Gerede mit wenig Sinn dahinter.                                                                             |                |  |
| 18     | Etwas muss mit der Laterne gesucht werden. (nl)                                     | Etwas ist schwer zu finden.                                                                                      |                |  |
| 18     | Die Axt nach dem Stamm werfen (nl)                                                  | Etwas aufgeben.                                                                                                  |                |  |
| 19     | Der Hering brät hier nicht.(nl)                                                     | Etwas läuft nicht nach Plan.                                                                                     |                |  |
| 19     | Er brät den ganzen Hering wegen des Rogens.(nl)                                     | Etwas Großes opfern, um eine Kleinigkeit zu erreichen.                                                           |                |  |
| 19     | Einen Deckel auf dem Kopf tragen. (nl)                                              | Die Verantwortung für etwas tragen.                                                                              |                |  |
| 19     | Der Hering hängt an seinen eigenen Kiemen. (nl)                                     | Man muss die Verantwortung für sein Handeln übernehmen.                                                          |                |  |
| 19     | Es steckt mehr als ein frischer Hering drin.(nl)                                    | Etwas nicht auf den ersten Blick erkennen können.                                                                |                |  |
| 19     | Der Rauch kann dem Eisen nicht schaden. (nl)                                        | Man muss akzeptieren, was man nicht ändern kann.                                                                 |                |  |
| 20     | Hier zieht die Sau den Zapfen raus (nl)                                             | Nachlässigkeit rächt sich.                                                                                       |                |  |
| 21     | Er hängt der Katze die Schelle an (nl)                                              | Ein Unternehmen ausposaunen und dadurch gefährden.                                                               |                |  |
| 22     | Bis an die Zähne bewaffnet sein. (nl)                                               | Schwer bewaffnet sein.                                                                                           |                |  |
| 22     | In Harnisch sein. (nl)                                                              | Wütend sein. |                |  |
| 23     | Die eine kunkelt, was die andere spinnt. (nl)                                       | Etwas weitertratschen.                                                                                           |                |  |
| 23     | Dafür sorgen, dass kein schwarzer Hund dazwischen kommt.(nl)                        | Aufpassen, dass etwas nicht schiefgeht.                                                                          |                |  |
| 24     | Das Schwein ist durch den Bauch gestochen. (nl)                                     | Etwas ist unwiderruflich entschieden.                                                                            |                |  |
| 25     | Zwei Hunde an einem Bein (Knochen) kommen selten überein.(nl)                       | Sich erbittert um eine Sache streiten.                                                                           |                |  |
| 26     | Er bindet Gott einen flächsernen Bart um.(nl)                                       | Betrug unter der Maske der Scheinheiligkeit.                                                                     |                |  |
| 27     | Sie greift nach dem Hühnerei und lässt das Gänseei fahren.(nl)                      | Jemand trifft unüberlegt eine schlechte Wahl.                                                                    |                |  |
| 28     | Jemand steht in seinem eigenen Licht.(nl)                                           | Jemand ist stolz auf sich selbst.                                                                                |                |  |
| 28     | Vor einem Ofen gähnen. (nl)                                                         | Jemand will das Unmögliche erreichen.                                                                            |                |  |
| 28     | Er versucht das Maul weiter aufzureißen als eine Ofenklappe.(nl)                    | Jemand überschätzt seine Fähigkeiten.                                                                            |                |  |
| 28     | Niemand sucht den anderen im Ofen, wenn er ihn nicht selbst hineingesteckt hat.(nl) | Nur wer selber schlecht ist, denkt auch schlecht über andere.                                                    |                |  |
| 29     | Er fällt durch den Korb. (nl)                                                       | Jemand wird durchschaut.                                                                                         |                |  |
| 29     | Er hängt zwischen Himmel und Erde. (nl)                                             | Jemand befindet sich in einer misslichen Lage.                                                                   |                |  |
| 30     | Den Hund im Topf finden. (nl)                                                       | Zu spät zum Essen kommen.                                                                                        |                |  |
| 30     | Er sitzt zwischen zwei Stühlen. (nl)                                                | Jemand kann keine Entscheidung treffen; jemand steht auf keiner Seite.                                           |                |  |
| 31     | Da hängt die Schere heraus. (nl)                                                    | Beutelschneiderei                                                                                                |                |  |
| 31     | Am Knochen nagen. (nl)                                                              | Sich länger vergeblich um etwas bemühen.                                                                         |                |  |
| 32     | Sich um ungelegte Eier kümmern. (nl)                                                | Sich um etwas sorgen, was noch nicht eingetreten ist.                                                            |                |  |
| 33     | Er trägt das Licht im Korb an den Tag. (nl)                                         | Seine Zeit nutzlos vertun.                                                                                       |                |  |
| 34     | Kerzen für den Teufel anzünden. (nl)                                                | Sich jedermann zum Freund machen.                                                                                |                |  |
| 35     | Beim Teufel zur Beichte gehen.(nl)                                                  | Geheimnisse an den Feind offenbaren.                                                                             |                |  |
| 35     | Der Flüsterer.(nl)                                                                  | Schlechtes über jemanden erzählen.                                                                               |                |  |
| 36     | Hahn und Fuchs haben einander zum Essen eingeladen.(nl)                             | Betrüger sind immer auf ihren Vorteil aus.                                                                       |                |  |
| 36     | Was nützt ein schöner Teller, wenn nichts drauf ist? (nl)                           | Körperliche Bedürfnisse stehen vor sinnlichen Bedürfnissen.                                                      |                |  |
| 36     | Bei jemandem in der Kreide stehen. (nl)                                             | Jemandem etwas schuldig sein.                                                                                    |                |  |
| 36     | Ein Schaumschläger sein. (nl)                                                       | Ein Angeber sein.                                                                                                |                |  |
| 37     | Das Fleisch am Spieß muss begossen werden. (nl)                                     | Manche Dinge benötigen viel Aufmerksamkeit.                                                                      |                |  |
| 37     | Er fängt die Fische mit den Händen.(nl)                                             | Jemand profitiert von der Arbeit anderer.                                                                        |                |  |
| 37     | Mit ihm kann man den Spieß nicht drehen.(nl)                                        | Man kann mit jemandem nicht zusammen arbeiten.                                                                   |                |  |
| 38     | Auf glühenden Kohlen sitzen.(nl)                                                    | Ungeduldig sein.                                                                                                 |                |  |
| 39     | Verkehrte Welt.(nl)                                                                 | Nichts ist wie es sein sollte.                                                                                   |                |  |
| 40     | Er scheißt auf die Welt. (nl)                                                       | Die Welt verachten.                                                                                              |                |  |
| 41     | Die Narren bekommen die besten Karten. (nl)                                         | Das Glück ist mit den Dummen.                                                                                    |                |  |
| 41     | Sich gegenseitig an die Nase fassen. (nl)                                           | Sich gegenseitig zum Narren halten.                                                                              |                |  |
| 41     | Die Würfel sind gefallen. (nl)                                                      | Etwas ist entschieden.                                                                                           |                |  |
| 42     | Es hängt davon ab, wie die Karten fallen. (nl)                                      | Etwas hängt vom Schicksal ab.                                                                                    |                |  |
| 42     | Etwas durch das Auge der Schere betrachten.(nl)                                     | Sich anderer Leute Eigentum aneignen.                                                                            |                |  |
|        | Ein Ei im Nest lassen.(nl)                                                          | Einen Vorrat haben.                                                                                              |                |  |
| 43     | Hier hängt der Topf. (nl)                                                           | Etwas ist das Gegenteil von dem, was es sein sollte.                                                             |                |  |
| 43     | Er pisst gegen den Mond.(nl)                                                        | Sich anstrengen, um etwas Unmögliches zu erreichen.                                                              |                |  |
| 43     | Lachen wie ein Bauer, der Zahnschmerzen hat. (nl)                                   | Gezwungen lachen.                                                                                                |                |  |
| 44     | Jemanden über den Löffel barbieren.(nl)                                             | Mit jemandem Spott treiben.                                                                                      |                |  |
| 45     | Hinter dem Netz fischen. (nl)                                                       | Eine Gelegenheit verpassen.                                                                                      |                |  |
| 46     | Die großen Fische fressen die kleinen.(nl)                                          | Die Mächtigen bereichern sich auf Kosten der Schwachen.                                                          |                |  |
| 47     | Jemand kann Sonne nicht im Wasser scheinen sehen.(nl)                               | Mißgünstig sein.                                                                                                 |                |  |
| 48     | Gegen den Strom schwimmen. (nl)                                                     | Gegen die allgemeine Meinung aufbegehren.                                                                        |                |  |
| 49     | Der Krug geht solange zum Wasser, bis er bricht.(nl)                                | Alles hat ein Ende.                                                                                              | NP-95.jpg      |  |
| 49     | Die breitesten Riemen werden aus dem Leder anderer Leute gemacht. (nl)              | Es fällt leicht, das Geld eines anderen auszugeben.                                                              |                |  |
| 49     | Den Aal am Schwanz packen.(nl)                                                      | Sich einer schwierigen Aufgabe annehmen.                                                                         |                |  |
| 50     | Er schaut durch die Finger.(nl)                                                     | Bei einem Vorteil schaut man nicht so genau hin, ob es mit rechten Dingen zugeht.                                |                |  |
| 51     | Da hängt das Messer.(nl)                                                            | Jemanden herausfordern.                                                                                          |                |  |
| 52     | Da stehen Holzschuhe.(nl)                                                           | Vergeblich warten.                                                                                               |                |  |
| 53     | Ein Loch im Dach haben. (nl)                                                        | Nicht sehr intelligent sein.                                                                                     |                |  |
| 53     | An einem alten Dach muss viel repariert werden.(nl)                                 | Alte Dinge benötigen viel Wartung.                                                                               |                |  |
| 53     | Jemand hat Latten auf dem Dach.(nl)                                                 | Abgehört werden.                                                                                                 |                |  |
| 54     | Einen Pfeil dem anderen nachsenden.(nl)                                             | Falsche Beharrlichkeit.                                                                                          |                |  |
| 54     | Seine Pfeile verschießen. (nl)                                                      | Zu schnell handeln.                                                                                              |                |  |
| 55     | Zwei Narren unter einer Kapuze.(nl)                                                 | Ein Narr kommt selten allein.                                                                                    |                |  |
| 55     | Etwas wächst aus dem Fenster. (nl)                                                  | Etwas lässt sich nicht geheim halten.                                                                            |                |  |
| 56     | Er spielt auf dem Pranger. (nl)                                                     | Im Unrecht noch die Aufmerksamkeit auf sich lenken.                                                              |                |  |
| 57     | Vom Ochs auf den Esel fallen. (nl)                                                  | Unvorteilhafte Geschäfte machen.                                                                                 |                |  |
| 58     | Er reibt den Hintern an der Tür.(nl)                                                | Sich über etwas hinwegsetzen.                                                                                    |                |  |
| 58     | Sein Päckchen tragen. (nl)                                                          | Sein Schicksal tragen                                                                                            |                |  |
| 58     | Die Schultern anspannen. (nl)                                                       | Sich anstrengen.                                                                                                 |                |  |
| 58     | Der eine Bettler sieht den anderen nicht gerne an der Tür stehen.(nl)               | Sich vor der Konkurrenz fürchten.                                                                                |                |  |
| 59     | Etwas hängt wie ein Scheißhaus über dem Graben.(nl)                                 | Etwas ist eine unzweideutige Angelegenheit.                                                                      |                |  |
| 59     | Jeder kann durch einen Eichenbalken sehen, wenn er ein Loch hat.(nl)                | Das Offensichtliche muss man nicht besonders betonen.                                                            |                |  |
| 59     | Zwei scheißen durch dasselbe Loch. (nl)                                             | Zwei sind unzertrennliche Kameraden.                                                                             |                |  |
| 60     | Er wirft sein Geld ins Wasser.(nl)                                                  | Sein Geld unnütz vergeuden.                                                                                      |                |  |
| 60     | Eine schlechte Mauer ist schnell eingerissen.(nl)                                   | Etwas, das schlecht gebaut ist, geht auch schnell kaputt.                                                        |                |  |
| 61     | Die Kappe in die Hecke hängen.(nl)                                                  | Einen Beruf aufgeben; eine Sache beenden.                                                                        |                |  |
| 62     | Jemand sieht den Bären tanzen. (nl)                                                 | Hunger haben. |                |  |
| 62     | Wilde Bären verweilen gerne bei Artgenossen.(nl)                                    | Gleich zu gleich gesellt sich gern.                                                                              |                |  |
| 63     | Den Besen ausstrecken.(nl)                                                          | Wenn der Chef nicht da ist, machen die Angestellten, was sie wollen.                                             |                |  |
| 63     | Unter dem Besen getraut sein.(nl)                                                   | Unverheiratet zusammen leben.                                                                                    |                |  |
| 64     | Da ist das Dach mit Fladen gedeckt.(nl)                                             | Im Überfluss leben.                                                                                              |                |  |
| 65     | Wenn das Gatter offen ist, laufen die Schweine ins Korn. (nl)                       | Ohne Aufsicht geht alles drunter und drüber.                                                                     |                |  |
| 65     | Was der Bauer an Korn verliert, zahlt er an Speck zurück. (nl)                      | Wenn jemand etwas verliert, wird ein anderer gewinnen.                                                           |                |  |
| 66     | Er geht, als wenn er Feuer im Hintern hat. (nl)                                     | Schnell laufen.                                                                                                  |                |  |
| 66     | Wer Feuer frisst, scheißt Funken. (nl)                                              | Wer Gefährliches unternimmt, braucht sich über die Folgen nicht zu wundern.                                      |                |  |
| 67     | Sein Mäntelchen nach dem Wind hängen.(nl)                                           | Seine Meinung der Situation anpassen.                                                                            |                |  |
| 68     | Er küsst den Ring an der Tür.(nl)                                                   | Übermäßig unterwürfig sein.                                                                                      |                |  |
| 69     | Sie schaut dem Storch nach. (nl)                                                    | Seine Zeit vertun.                                                                                               |                |  |
| 69     | An den Federn erkennt man den Vogel. (nl)                                           | An der Kleidung erkennt man den Charakter; Kinder ähneln ihren Eltern.                                           |                |  |
| 70     | Die Federn in den Wind schütten. (nl)                                               | Plan- und erfolglos arbeiten.                                                                                    |                |  |
| 71     | Zwei Fliegen mit einer Klappe schlagen.(nl)                                         | Zwei Aufgaben mit einer einzigen Maßnahme erledigen.                                                             |                |  |
| 72     | Ihm ist gleich, wessen Haus brennt, wenn er sich nur am Feuer erwärmen kann. (nl)   | Jede Gelegenheit für seinen Vorteil nutzen.                                                                      |                |  |
| 73     | Er schleift einen Klotz hinter sich her. (nl)                                       | Sich für eine verlorene oder unnütze Sache abrackern.                                                            |                |  |
| 73     | Im Notfall laufen selbst alte Frauen.(nl)                                           | Unerwartete Situationen können überraschende Kräfte freisetzen.                                                  |                |  |
| 74     | Rossäpfel sind keine Feigen. (nl)                                                   | Man soll sich nichts weismachen lassen.                                                                          |                |  |
| 75     | Wenn ein Blinder den anderen führt, fallen beide in den Graben. (nl)                | Wenn ein Unwissender den anderen führt, gibt es ein Unglück.                                                     |                |  |
| 76     | Die Reise ist noch nicht zu End, wenn man Kirch und Turm erkennt. (nl)              | Das Ziel einer Unternehmung wird erst mit Abschluss des Erfolgs erreicht.                                        |                |  |
| 76     | Nichts ist so fein gesponnen, dass die Sonne es nicht sichtbar macht. (nl)          | Nichts kann für immer verborgen bleiben.                                                                         |                |  |
| 77     | Ein Auge im Segel haben.(nl)                                                        | Gut achtgeben.                                                                                                   |                |  |
| 77     | Vor dem Wind segeln. (nl)                                                           | Unter günstigen Umständen erzielt man leicht Erfolge.                                                            |                |  |
| 78     | Wer weiß, warum die Gänse barfuß gehen? (nl)                                        | Alles hat seinen Grund, auch wenn er nicht sofort ersichtlich ist.                                               |                |  |
| 78     | Ich bin zum Gänsehüten nicht berufen, so lass ich Gänse Gänse sein.(nl)             | Sich nicht in die Angelegenheiten anderer einmischen, wenn man nicht muss.                                       |                |  |
| 79     | Wo Aas ist, fliegen Krähen. (nl)                                                    | Wo es etwas zu holen gibt, kommen viele Menschen zusammen.                                                       |                |  |
| 80     | Er scheißt auf den Galgen. (nl)                                                     | Sich vor keiner Strafe fürchten.                                                                                 |                |  |

## Sonstiges
Das Gemälde ist auf dem Cover des Musikalbums Fleet Foxes der gleichnamigen Band abgebildet.